# Iris gatesii
Iris gatesii är en irisväxtart som beskrevs av Michael Foster. Iris gatesii ingår i släktet irisar, och familjen irisväxter. Inga underarter finns listade i Catalogue of Life.